# Otospermophilus
Otospermophilus es un género de ardillas terrestres. Son endémicas de México y USA.

## Especies
Se reconocen las siguientes especies:
- Otospermophilus atricapillus (Bryant, 1889)
- Otospermophilus beecheyi (Richardson, 1829)
- Otospermophilus variegatus (Erxleben, 1777)